# آیولا
آیولا (به لاتین: Ayula) یک منطقهٔ مسکونی در روسیه است که در جمهوری آلتای واقع شده‌است.